# Poza Azul
La Raja de Manquehua - Poza Azul es una pared de roca en una montaña que presenta una geomorfología singular, pues posee una rajadura de grandes dimensiones. Se ubica en una zona de difícil acceso a 25 km al noreste de Salamanca por caminos locales, desde los pueblos de Cunagua y Arboleda Grande.
Está declarada como Santuario de la Naturaleza en Chile desde el 27 de diciembre de 2018
Es parte importante de la identidad social y cultural de Salamanca, y su connotación misteriosa viene dada por la existencia de múltiples leyendas. Además, el sitio corresponde a un lugar de importancia cultural indígena, pues este lugar nombrado como "Apu Manquehua", el cual tiene dos palabras de diferente origen indígena: "Apu" o "Montaña Sagrada" originada en idioma quechua y "Manquehua" o "Nido de cóndores" en mapudungún.

## Antecedentes
El  área llamada Raja Manquehua forma parte de una falla, llamada por el mismo nombre (Manquehua), ésta se extiende por 50 km aproximadamente.
A causa de esta falla, se eleva una gran roca de 2.300 metros por encima del nivel del mar, debido a la enorme grieta que posee fue denominada Raja de Manquehua.

## Ubicación y Superficie
La Raja de Manquehua se ubica en la comuna de Salamanca, provincia de Choapa, Región de Coquimbo, específicamente en una quebrada ubicada en un área de aproximadamente 2.242 hectáreas, al oriente del cruce entre el Rio Illapel con el Rio Choapa, aquí destaca su profunda hendidura que divide a la gran roca desde la base hasta casi llegar a su cumbre, debido a esta característica en particular, le debemos su nombre.

## Biodiversidad
De acuerdo a un trabajo investigativo financiado por el ministerio del medio ambiente, se pudo estudiar en la zona 60 especies de fauna, las cuales son 49 aves, predominando el cóndor como la especie más emblemática. De este total de aves el 18% son especies endémicas y el 13% están en la categoría de conservación. También se ha registrado un conjunto de especies de vertebrados nativos en el área, de los cuales 49 corresponden a aves, 6 a reptiles, 2 a anfibios y 3 a mamíferos. Tanto los reptiles como los anfibios destacan por un alto nivel de endemismo.
Respecto de la flora presente en el área, se ha registrado un conjunto de especies de plantas vasculares, de las cuales 48 son endémicas y 42 nativas no endémicas; y cerca del 8% de su flora vascular se encuentra clasificada en estado de conservación. El mismo estudio descriptivo demostró que en este lugar existe un total de un 95% de especies nativas entre ellas,  3 tipos distintos de bosques, 14 especies de matorrales y 94 clases de flora.
El Santuario de la Naturaleza Raja de Manquehua y Poza Azul, tienen como objetos de conservación los siguientes:
1. Vultur reyphus, cóndor.
2. Formaciones vegetacionales zonales y azonales.
3. Población de "Linacillo", Menodora liniodes.
4. Cuerpo de agua denominado Poza Azul.
5. Suelos del tipo leptosol rendsico.
6. Herpetofauna y Batracofauna; especies de anfibios: Alsodes nodosus (Sapo arriero) y Rhinella atacamensis (Sapo de Atacama); reptiles: Callopistes palluma (Iguana), Liolaemus tenuis (Lagartija esbelta), L. lemniscatus (Lagartija lemniscana), L. monticola (Lagartija de los montes) y L. nitidus (Lagarto nítido).

La Poza Azul es un lugar en donde se conjugan elementos geológicos, hidrológicos y vegetacionales que le otorgan al área un carácter de oasis en el paisaje semidesértico del entorno.
El área se encuentra en el hotspot chileno de biodiversidad, este se considera de importancia global para la conservación de la biodiversidad ya que contiene aproximadamente 1.500 especies endémicas (0.5% del total mundial) y ha perdido al menos el 70% del hábitat original.

## Mitos y leyendas
Para Jorge Saldívar, historiador y escritor salamanquino, la Raja de Manquehua y la Poza Azul son el verdadero símbolo de la comuna y que tras ellos existen una serie de mitos y leyendas que le dan mayor atractivo a estos lugares. 

“En esta falla geológica ubicada en el valle se han derivado varios mitos, como por ejemplo que se hacen reuniones de brujos, “aquelarres” que en Semana Santa pasan de un cerro a otro, de La Torre a Manquehua  transformados en pájaros “Chonchón”, eso señalan los antiguos habitantes de la zona”.

Saldívar relata que en cuanto a investigaciones más verídicas sobre la Raja de Manquehua, como funcionario municipal de Salamanca le tocó conocer, hace unos 15 años, un grupo de jóvenes andinistas de la Universidad Católica que descendieron por la rajadura de la falla geológica.

“Ellos descendieron por la gruta, gracias a cuerdas que traían y el apoyo de los bomberos de Salamanca, incluso pernoctaron en el lugar. Estos deportistas grabaron un video que pude ver en el que se observa una pequeña caída de agua que esta todo el año que va degradando la roca, al costado había túneles con roca erosionada y descubrieron restos de cerámica burda y gruesa que seguramente usaban para alimentarse y otra muy fina que suponen que eran cáliz de ceremonia. Uno de los tres montañistas era botánico y señaló que en el interior de la raja había una planta que pensaban que estaba extinta en el país y que en esa zona se habría podido conservar”.

```
Recientemente la Raja de Manquehua fue elegida por votación de sus habitantes como uno de los Tesoros de Choapa por el programa 
Somos Choapa
.
```

## Arqueología
Se han identificado yacimientos arqueológicos de la época prehispánica, principalmente del período alfarero temprano, hay una gran cantidad de pinturas rupestres, además de poseer variados petroglifos.